# Lucas Caballero Barrera
Lucas Caballero Barrera (Suaita, 20 de enero de 1869-Bogotá, 7 de marzo de 1942) fue un político y militar colombiano. 
Como militar, Caballero participó de las luchas partidistas de finales del siglo XIX, defendiendo los intereses del Partido Liberal Colombiano, pero especialmente en la guerra de los Mil Días, en la que desempeñó un importante papel.

## Biografía

### Estudios
Lucas Caballero estudió literatura en el colegio del doctor Santiago Pérez y obtuvo el grado en jurisprudencia en la Universidad Externado de Colombia, el 10 de marzo de 1899. También fue fundador del periódico El Diario, que empezó a circular por la misma época en que se inició la revolución liberal. Mientras ejercía su profesión de abogado en 1899, en la oficina de Nicolás Esguerra, de la cual era socio, Caballero fue testigo excepcional de los preparativos de la guerra de los Mil Días. 

### Carrera militar
El partido liberal no tenía representantes en el Congreso, ni en los concejos municipales, ni en las asambleas departamentales, y sus periódicos eran suspendidos desde 1885, lo que había ido fomentando el descontento contra el gobierno conservador que ahora tomaba cuerpo.  
En la gestación del conflicto, Caballero fue amanuense de la Dirección Nacional Liberal, compuesta por Aquileo Parra, Salvador Camacho Roldán y el general Sergio Camargo, entre otros, reunidos en las oficinas de Esguerra. Posteriormente fue secretario general del director general de Guerra, general Gabriel Vargas Santos, a quien sirvió de redactor de muchas de las proclamas que circularon entre las huestes liberales.  
Después, se convirtió en jefe de Estado Mayor del general Benjamín Herrera, comandante de los ejércitos liberales en la campaña del Cauca y del departamento de Panamá. Obtuvo el grado, de general. También desempeñó comisiones en el extranjero para la consecución de material de guerra. Desde estas posiciones, vivió de cerca acontecimientos como el triunfo liberal en la batalla de Peralonso, al lado del general Benjamín Herrera.  
Contagiado de fiebre amarilla, le fue imposible asistir a los principales desarrollos de la batalla de Palonegro, donde fue derrotado el ejército liberal. Sin embargo, por las noticias que recibió en su lecho de enfermo en Rionegro, supo de la muerte de miles de personas de ambos bandos en una batalla extraordinaria que duró quince días sin tregua. Al sobrevivir a la fiebre, se desplazó al cuartel general y asistió a la retirada del ejército liberal, como lo relató en su libro Memorias de la guerra de los Mil Días. 
El continuo desangre a que estaba sometido el país, sin encontrar un rumbo, y la nueva situación internacional creada por la amenaza de Estados Unidos de anexar a Panamá, luego de la construcción del canal, llevó a los dos bandos a reflexionar, en 1903, sobre la necesidad de parar la guerra. El general Lucas Caballero tuvo una activa participación en la negociación y firma de la paz con el gobierno conservador. 

### Fin de la guerra

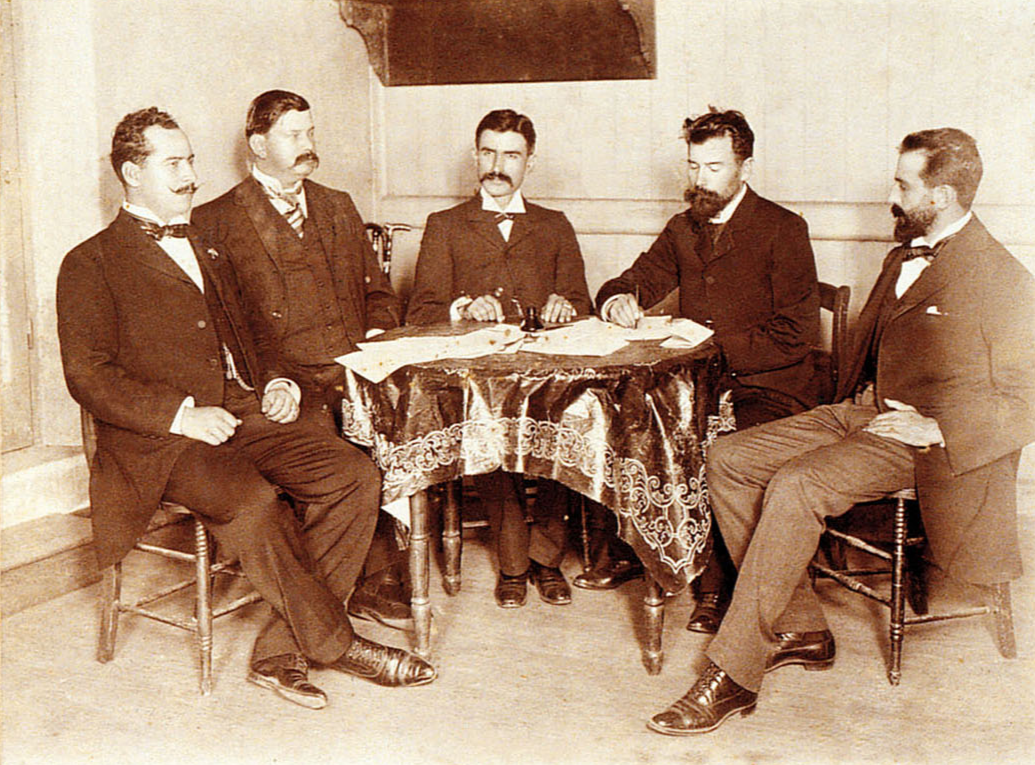
Caballero (el último de izquierda a derecha), con Benjamín Herrera, Eusebio Morales, Alfredo Vásquez Cobo y Manuel Salazar, 1902.

En las negociaciones a bordo del buque Almirante Wisconsin, de la Armada de los Estados Unidos, el general Caballero advirtió al general Benjamín Herrera, quien se negaba a la rendición de su ejército, que la soberanía del país estaba amenazada con la presencia de Estados Unidos en Panamá y que era más urgente asegurar ese departamento de Colombia, que continuar con el conflicto interno. El general Herrera estuvo de acuerdo y encargó a Caballero de redactar los términos en que se pactaba la paz, poniendo como motivo principal la cuestión de la soberanía nacional sobre Panamá; así se reflejó en el tratado. 
El 21 de noviembre de 1902, el general Lucas Caballero firmó la paz del Wisconsin en calidad de jefe de Estado Mayor del ejército unido del Cauca y Panamá, junto con el coronel Eusebio A. Morales, secretario de Hacienda de la dirección de guerra del Cauca y Panamá, en representación del general Benjamín Herrera y del partido liberal. Por su parte, el general Víctor M. Salazar gobernador del departamento de Panamá, y el general Alfredo Vázquez Cobo, jefe de Estado Mayor del ejército conservador en la Costa Atlántica, el Pacífico y Panamá, firmaron en representación del gobierno. 

### Después de la guerra
Después de su participación en el conflicto, el general Caballero fue miembro de la misión diplomática en Washington, a raíz de la separación de Panamá en 1903. 
Fue ministro de Hacienda en 1904; ministro diplomático en 1905; miembro del Congreso de la República en varias legislaturas; miembro de la junta directiva del Banco de la República y gerente del Banco Agrícola Hipotecario. Así mismo, fue miembro de la Academia Nacional de Jurisprudencia, de la que llegó a ser presidente. Al terminar el primer cuarto del siglo XX, se alejó de los cargos públicos, declinando varias invitaciones para ser ministro, y se dedicó a los negocios bancarios. En 1938 escribió Razones militares del triunfo de los liberales, y en 1939, en una serie de artículos en El Tiempo, escribió Memorias de la guerra de los Mil Días, obra que se convirtió en uno de los testimonios más importantes sobre este acontecimiento histórico.

### Carrera empresarial
Fue un empresario; con la ayuda de un crédito de banqueros franco-belgas, fundó un conjunto de industrias para la producción de hilados, tejidos, licores y chocolates en San José de Suaita, aprovechando las bondades de las tierras en las que estaban asentadas las haciendas de su familia. 
Dificultades en la llegada a Colombia de las maquinarias importadas de Europa y su posterior traslado al sitio de instalación, impidieron en principio la realización de su proyecto. Pero Caballero no se doblegó, solicitó un nuevo crédito y el complejo industrial empezó a funcionar, aunque con las condiciones impuestas por el banco, las cuales no le favorecían.

## Familia
Lucas Caballero Barrera era hijo de César Caballero Echeverría y de Eloísa Ortiz de la Barrera. 

### Matrimonio
Se casó con María del Carmen Calderón Tejada, quien era oriunda de Bonza, en el valle de Duitama. El matrimonio tuvo cinco hijos: Lucas, Eduardo, Luis, Eloísa y Ana Caballero Calderón. Lucas Caballero Calderón "Klim", destacó como periodista del periódico El Tiempo, y Eduardo Caballero Calderón "Swann", fue periodista, escritor y diplomático, que trabajó en El Espectador y El Tiempo.

### Descendencia
Hijos de Eduardo con su esposa Isabel Holguín y Caro (hija de Carlos Holguín y Margarita Caro, sobrina de Miguel Antonio Caro y Jorge Holguín, y nieta de José Eusebio Caro) y por tanto nietos de Lucas son el periodista Antonio Caballero Holguín, el pintor Luis Caballero Holguín, y la escritora Beatriz Caballero Holguín.